# Bernardia santanae
Bernardia santanae är en törelväxtart som beskrevs av Mcvaugh. Bernardia santanae ingår i släktet Bernardia och familjen törelväxter. Inga underarter finns listade i Catalogue of Life.